# Peter Otto Saluz

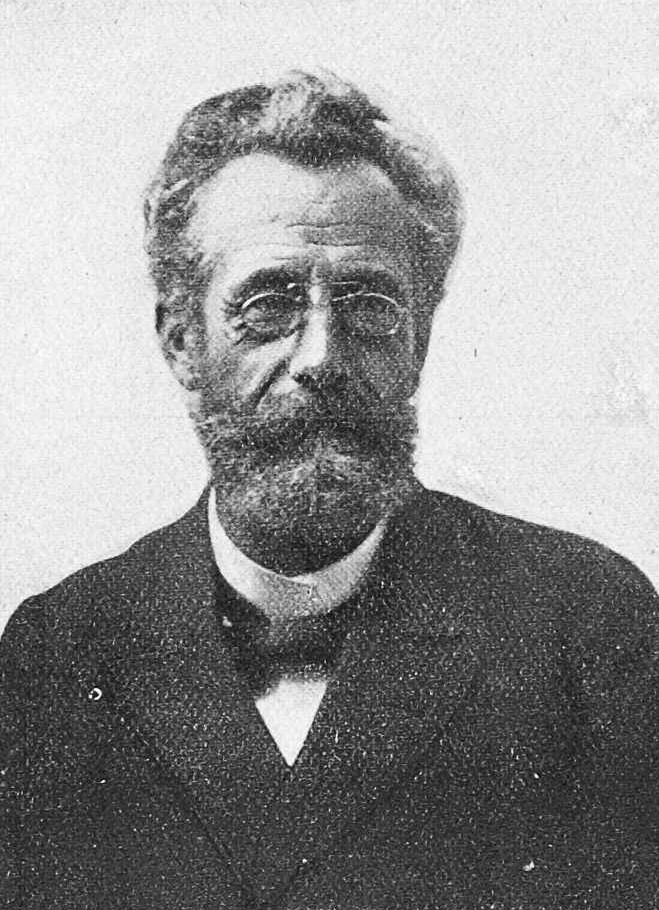
Peter Otto Saluz

Peter Otto Saluz (* 6. April 1847 in Lavin; † 8. September 1914 in Chur) war ein Schweizer Bauingenieur und Oberingenieur der Rhätischen Bahn (RhB).

## Leben
Peter Otto Saluz wurde am 6. April 1847 in Lavin im Kanton Graubünden geboren. Sein Vater stammte aus Magdeburg geboren, seine Mutter stammte aus Lavin. Saluz besuchte ab September 1861 die Bündner Kantonsschule in Chur. Von 1866 bis 1870 absolvierte er eine Ausbildung zum Bauingenieur am Eidgenössischen Polytechnikum, der heutigen ETH Zürich. Danach arbeitete Saluz für das Baudepartement Graubündens an der Strasse ins Schanfigg- und an der Lukmanierpassstrasse.
Ab 1873 arbeitete Saluz unter dem Oberingenieur Robert Moser für die Schweizerische Nordostbahn (NOB), wo er zunächst von 1873 bis 1876 als Bauführer des Loses Villnachern–Bözenegg der Bözberglinie tätig war. Während jener Zeit wohnte Saluz in Brugg, wo er seine Frau Cornelia Schulthess kennenlernte. Aus dieser Ehe gingen drei Töchter hervor. Weitere Arbeiten für die Nordostbahn waren die Projektierung der Strecke Koblenz–Stein-Säckingen, die Bauabrechnung der Bülach-Baden-Bahn und der Bahnbau Glarus–Linthal.
1879 wechselte Saluz zur Gotthardbahn, wo er unter dem Sektionsingenieur Friedrich Hennings die Bauleitung für das Los Ambrì–Rodi-Fiesso übernahm. Von 1882 bis 1888 arbeitete Saluz an der Wasserversorgung der Stadt Chur und wurde danach Kontrollingenieur beim Eisenbahndepartement. Nach der Verabschiedung des Bündner Eisenbahngesetzes 1897, wurde er als Sektionsingenieur der Rhätischen Bahn (RhB) mit dem Bau der Strecke Reichenau–Ilanz betraut. Auch hier arbeitete er wiederum mit Hennings zusammen, der als Oberingenieur für die Albulabahn zuständig war. Saluz wurde Sektionsingenieur des Bahnbetriebs Davos–Landquart–Thusis und Reichenau–Ilanz bis er 1905 zum Oberingenieur für den Bau neuer Strecken ernannt wurde. In dieser Funktion baute er die Strecken Davos Platz–Filisur, Ilanz–Disentis und Bever–Scuol-Tarasp. Nach dem Tod des Oberingenieurs Giovanni Grilli übernahm Saluz im Januar 1914 dessen Stelle als Oberingenieur für den Bahnbetrieb der gesamten Rhätischen Bahn, die er bis zu seinem Tod im September 1914 innehatte.